# Albal
Albal – gmina w Hiszpanii, w prowincji Walencja, we wspólnocie autonomicznej Walencja, o powierzchni 7,37 km². W 2011 roku liczyła 15 721 mieszkańców.